# GP Волос Вероники
GP Волос Вероники (лат. GP Comae Berenices) — двойная катаклизмическая переменная звезда типа AM Гончих Псов (AM) в созвездии Волос Вероники на расстоянии приблизительно 238 световых лет (около 72,8 парсек) от Солнца. Видимая звёздная величина звезды — от +16,29m до +15,69m.
Объект околопланетной массы GP Com b открыт группой астрономов в 2016 году.

## Характеристики
Первый компонент — аккрецирующий белый карлик спектрального класса DBe. Масса — около 0,5 солнечной. Эффективная температура — около 9307 K.
Второй компонент (GP Com b) — коричневый карлик. Масса — около 26,2 юпитерианской. Орбитальный период — около 0,03234 суток (0,7762 часа, 46,57 минуты).